# Coupvray
Coupvray es una población y comuna francesa, en la región de Isla de Francia, departamento de Sena y Marne, en el distrito de Torcy y cantón de Thorigny-sur-Marne.

## Demografía
| 588                       | 681 | 629 | 612 | 616 | 572 | 543 | 575 | 566 | 512 | 499 | 480 | 463 | 452 | 456 | 513 | 503 | 513 | 519 | 505 | 516 | 507 | 582 | 521 | 695 | 658 | 707 | 680 | 769 | 1 063 | 1 416 | 2 280 | 2 713 | 2 791 | 2 790 |
| (Fuente: INSEE y Cassini) |     |     |     |     |     |     |     |     |     |     |     |     |     |     |     |     |     |     |     |     |     |     |     |     |     |     |     |     |       |       |       |       |       |       |

## Personas vinculadas
- Louis Braille nació aquí.[7]